# Схалтба
Схалтба (груз. სხალტბა) — село в Грузии, на территории Мцхетского муниципалитета края (мхаре) Мцхета-Мтианети.

## География
Село находится в центральной части Грузии, к северу от реки Куры, на расстоянии приблизительно 4 километров (по прямой) к западо-северо-западу от города Мцхета, административного центра края и муниципалитета. Абсолютная высота — 904 метра над уровнем моря.

## Население
По результатам официальной переписи населения 2014 года в Схалтбе проживало 2 человека (2 мужчины). В национальной структуре населения грузины составляли 100 %.
| Год  | Население, человек |
| ---- | ------------------ |
| 2002 | 3                  |
| 2014 | ↘ 2                |